# Crochet de Rankin-Cohen
Le crochet de Rankin-Cohen est une opération mathématique qui associe, à de deux formes modulaires, une autre forme modulaire ; cette opération généralise le produit de deux formes modulaires. Robert Alexander Rankin a donné en 1956 et 1957,  des  conditions générales pour que des polynômes en des dérivées de formes modulaires soient eux-mêmes des formes modulaires, et Henri Cohen (1975)  a donné des exemples explicites de tels polynômes qui produisent des crochets de Rankin-Cohen. Ces crochets ont été nommés ainsi par Zagier (1994), qui a introduit les algèbres de Rankin–Cohen comme cadre abstrait pour les crochets de Rankin–Cohen.

## Définition
Soient {\displaystyle f(\tau )} et {\displaystyle g(\tau )} des formes modulaires respectivement de poids {\displaystyle k} et {\displaystyle h};  leur {\displaystyle n}ième  crochet de Rankin–Cohen {\displaystyle [f,g]_{n}} est donné par :
{\displaystyle [f,g]_{n}={\frac {1}{(2\pi i)^{n}}}\sum _{r+s=n}(-1)^{r}{\binom {k+n-1}{s}}{\binom {h+n-1}{r}}{\frac {\mathrm {d} ^{r}f}{\mathrm {d} \tau ^{r}}}{\frac {\mathrm {d} ^{s}g}{\mathrm {d} \tau ^{s}}}\ .}
C'est une forme modulaire de poids {\displaystyle k+h+2n} . Le facteur {\displaystyle (2\pi i)^{n}} en tête de l'expression  fait que les coefficients de {\displaystyle q}-développements de {\displaystyle [f,g]_{n}} sont rationnels si ceux de {\displaystyle f} et {\displaystyle g} le sont. Les dérivées {\displaystyle d^{r}f/d\tau ^{r}} et {\displaystyle d^{s}g/d\tau ^{s}} sont des dérivées usuelles, par opposition à la dérivée par rapport au carré du nome qui est parfois aussi utilisée.

## Théorie des représentations
La forme du crochet de Rankin-Cohen peut être expliquée en termes de théorie des représentations. Les formes modulaires peuvent être considérées comme les vecteurs de plus faible poids pour les représentations en série discrète de {\displaystyle SL_{2}(\mathbb {R} )} dans un espace de fonctions sur {\displaystyle SL_{2}(\mathbb {R} )/SL_{2}(\mathbb {Z} )/}. Le produit tensoriel de deux représentations de poids les plus faibles correspondant aux formes modulaires {\displaystyle f} et {\displaystyle g} se divise en une somme directe des représentations de poids les plus faibles indexées par des entiers non négatifs {\displaystyle n}, et un calcul montre que les vecteurs de poids les plus faibles correspondants sont les crochets de Rankin-Cohen {\displaystyle [f,g]_{n}}.

## Anneaux de formes modulaires
Le {\displaystyle 0}ième crochet de Rankin-Cohen est le crochet de Lie lorsque l'on considère un anneau de formes modulaires comme une algèbre de Lie.